# Dragosinjci
Dragosinjci (cyr. Драгосињци) – wieś w Serbii, w okręgu raskim, w mieście Kraljevo. W 2011 roku liczyła 656 mieszkańców.